# Мохаммед Алію Датті
Мохаммед Алію Датті (англ. Mohammed Aliyu Datti, нар. 14 березня 1982, Кадуна) — нігерійський футболіст, що грав на позиції нападника за низку італійських і бельгійських клубних команд, а також національну збірну Нігерії.

## Клубна кар'єра
Народився 14 березня 1982 року в Кадуні. Починав займатися футболом на батьківщині, 1997 року був запрошений до Італії, де приєднався до академії «Падови», згодом займався у клубних системах «Равенни» та «Мілана».
У дорослому футболі дебютував ще в сезоні 1997/98, провівши чотири гри на рівні Серії B за «Падову». 
Перейшовши на початку 1999 року до «Мілана», став гравцем дублюючого складу «россонері», але ще до завершення сезону 1998/99 дебютував і в головній команді клубу, що дозволило гравцем здобути тогоріч титул чемпіона Італії. Свою другу і останню гру за основу «Мілана» провів наступного сезону, а перед початком сезону 2000/01 був відданий в річну оренду до друголігової «Монци». Пізніше в сезоні 2002/03 знову грав на рівні Серії B, цього разу за «Сієну», у складі якої, утім провів лише 7 ігор в усіх турнірах.
2003 року знайшов варіант продовження кар'єри у Бельгії, приєднавшись до «Стандарда» (Льєж). До 2008 року встиг також пограти у місцевому елітному дивізіоні за «Монс», «Гент» та «Зюлте-Варегем».
Частину 2009 року відіграв на батьківщині за «Нігер Торнадос», після чого повернувся до Бельгії, де провів свої заключні ігри у професійному футболі за третьоліговий «Дессел».

## Виступи за збірні
2000 року залучався до складу молодіжної збірної Нігерії. На молодіжному рівні зіграв у 2 офіційних матчах.
Того ж року провів свою єдину офіційну гру у складі національної збірної Нігерії.
| Дата      | Місто  | Господарі | Результат | Гості   | Турнір            | Голи | Примітки |
| --------- | ------ | --------- | --------- | ------- | ----------------- | ---- | -------- |
| 20-6-2004 | Луанда | Ангола    | 1 – 0     | Нігерія | Відбір до ЧС 2006 | -    | 88'      |
| Усього    |        | Матчів    | 1         |         | Голів             | 0    |          |

## Титули і досягнення
- Чемпіон Італії (1):

«Мілан»: 1998-1999